# (32984) 1996 XX
1996 XX (asteroide 32984) é um asteroide da cintura principal. Possui uma excentricidade de 0.11923290 e uma inclinação de 15.61489º.
Este asteroide foi descoberto no dia 1 de dezembro de 1996 por Naoto Sato em Chichibu.